# Aedes vexans
Aedes vexans, широко известный как внутренний паводковый комар или кусака мучитель, является широко распространённым и часто встречающимся комаром, чаще всего его можно встретить в Северной Америке, Европе, Азии и Африке.
Взрослая самка Aedes vexans характеризуется хоботком без полос с белыми вентральными чешуйками, короткими коричневыми чешуйками на скутуме и B-образными отметинами (при взгляде сбоку) на каждом брюшном тергите. Кровь употребляют только самки, отдавая предпочтение людям и крупному рогатому скоту, в то время как самцы питаются исключительно нектаром, медвяной росой и соком — источниками, которые самки также используют, хотя и нечасто. Этот вид обычно встречается в таких местах обитания, как травянистые водоемы, частично затененные лесные водоемы, придорожные канавы и возделываемые поля.
После питания кровью самка Aedes vexans откладывает яйца в местах, подверженных наводнениям, где они остаются в состоянии покоя до затопления, что приводит к вылуплению. В умеренных регионах личинки присутствуют с апреля по сентябрь, а взрослые особи активны с мая по октябрь. Личинки Aedes vexans в начале сезона появляются при 16-18°С, летом — при 30-33°С.
Личинка кусаки мучителя имеет вид безногого червяка с расширенной грудью, членистым брюшком и большой головой, на которой легко различить два черных глаза. На предпоследнем членике брюшка замечается длинный, косо отходящий отросток, это — дыхательная трубка, на конце которой находятся дыхательные отверстия — стигмы. Ноги у личинок отсутствуют.
У комаров-кусак, как и многих кровососущих двукрылых (Diptera), активный лет в поисках добычи, нападение и роение возможны лишь при сочетании определённых внешних факторов, среди которых особенно большое значение имеют температура и свет.
Температурные границы активности вида Aedes vexans в одной и той же местности непостоянны и изменяются в течение сезона, а также отдельные, отличающиеся по погоде годы.
Яркий свет, в особенности при сочетании с высокой температурой, обычно угнетает активность (лет и нападение). Большое влияние на активность комаров оказывает ветер. Сильный ветер полностью подавляет лет и нападение.
Является признанным переносчиком возбудителей ряда заболеваний:
- Dirofilaria immitis (сердечный червь у собак), передаётся собакам[5].

- Вирус Тахина или вирус Bunyaviridae, поражающий людей в Европе, вызывающий лихорадку, которая обычно проходит в течение двух дней, но в редких случаях может перейти в энцефалит или менингит[6].

- Миксоматоз, вирусное заболевание, смертельное для кроликов, хотя роль комара кусаки как переносчика менее определена и может быть специфична для региона[7].

В Европе внутренний паводковый комар является преобладающим видом комаров, часто на долю которого приходится более 80% популяции комаров в определённых районах, а численность связана с доступностью паводковых вод. Летом сборы с помощью ловушек могут дать до 8000 особей за ночь. Вид продемонстрировал более высокую эффективность передачи вируса Зика по сравнению с A. aegypti, что повышает его потенциал как переносчика в северных широтах за пределами ареала основных переносчиков A. aegypti и A. albopictus из-за его широкого распространения, периодической высокой численности и агрессивного поведения, связанного с укусами людей.
Кроме того, A. vexans переносит вирусы, специфичные для насекомых, включая вирус Чаоян и Aedes vexans Iflavirus, которые не поражают людей или других позвоночных, но представляют интерес для вирусологических исследований.
Большинство видов Aedes является назойливыми кровососами. В природных биотопах лесной зоны комары-кусаки рода аедес составляют 95-99 % от всех нападающих на человека и животных комаров. Особенно много кусак в лесной зоне и в тундре.
Такие виды комаров-кусак, как Aedes vexans является весьма агрессивными кровососами по отношению к человеку. Во многих местах своими докучливыми и болезненными уколами самки этих видов сильно вредят полевым работам и лесозаготовкам.